# 小野玄妙
小野玄妙（1883年—1939年），日本佛教美术学者、藏经学者。神奈川县人，号二楞学人。属净土宗学僧。俗名金次郎。

## 生平
十四岁时，入净土宗镰仓光明寺为僧，改名玄妙，其后入宗教大学（现大正大学）。二十三岁即著《佛教年代考》。大正三年（1914），刊行《佛教之美术及历史》。十年，受帝国美术院之嘱，至大分、佐贺两县调查石佛。翌年，巡礼我国五台山之灵迹。十二年，任大正新修大藏经之编纂主任，锐意完成之。十三年，刊行《极东之三大艺术》、《五台山写真集》。翌年，于朝鲜桐溪寺发现慈愍三藏之净土慈悲集。其后于帝国学士院公开演讲，发表报告。昭和二年（1927），著《大乘佛教艺术史之研究》一书，认为大乘佛教成立于西域地方。七年，获京都帝国大学文学博士学位。九年，任文部省国宝调查委员，调查日本全国各寺院之藏经。十一年，著《佛教经典总论》。翌年，以帝国学士院之补助，研究粉本图像，其成果之一，有《悝多僧檗哩五部心观之研究》，解决密教教学史上之一重要问题。十四年六月，因脑溢血逝世，享年五十七。
当大正新修大藏经编辑之时，又出版《佛书解说大辞典》十二册。并支援南传大藏经、真言宗全书之刊行。复出版清朝实录之影印，又计划出版四库全书之广增本，惜未完成即逝世。其所主编之佛书解说大辞典，所收佛书甚多，其中，以日本佛典所占比例较大。其第十二册，原为佛教经典总论，昭和五十年日本大东出版社再版该辞典时，将此总论一书删除，而易之以佛书解说之增补部分。此一辞典对佛教研究贡献颇钜。其重要著作除上记之外，尚有观音大士略赞、佛教美术概论、佛教美术、佛教文学概论、佛像概说、佛教神话等。